# Tulum (cidade)
Tulum é uma cidade do estado de Quintana Roo, sudeste do México, capital do município homónimo desde 2008. Em 2010 tinha 18 233 habitantes. Situa-se na extremidade sul da zona turística da Riviera Maya, junto à costa do mar das Caraíbas e às ruínas da antiga cidade portuária maia de Tulum. Encontra-se 65 km a sudoeste de Playa del Carmen, 130 km a sudoeste de Cancún, 100 km a sudeste de Valladolid e 260 km a nordeste de Chetumal e da fronteira com Belize (distâncias por estrada).

## Clima
O clima do município é quente e húmido com chuvas principalmente no verão. A temperatura média anual é 25,7 °C. Os ventos predominantes sopram de sudeste e a precipitação média anual é 1 136,8 mm, com a estação das chuvas entre maio e outubro. O clima é afetado por ciclones, que aumentam a precipitação principalmente no verão. A amplitude térmica é maior do que noutras localidades do estado, como Playa del Carmen e Cancún, sendo mais frequente ir acima dos 40 °C, especialmente na primavera, e a baixar até aos 4 °C no inverno.
| Dados climatológicos para Tulum        | Dados climatológicos para Tulum | Dados climatológicos para Tulum | Dados climatológicos para Tulum | Dados climatológicos para Tulum | Dados climatológicos para Tulum | Dados climatológicos para Tulum | Dados climatológicos para Tulum | Dados climatológicos para Tulum | Dados climatológicos para Tulum | Dados climatológicos para Tulum | Dados climatológicos para Tulum | Dados climatológicos para Tulum | Dados climatológicos para Tulum |
| Mês                                    | Jan                             | Fev                             | Mar                             | Abr                             | Mai                             | Jun                             | Jul                             | Ago                             | Set                             | Out                             | Nov                             | Dez                             | Ano                             |
| -------------------------------------- | ------------------------------- | ------------------------------- | ------------------------------- | ------------------------------- | ------------------------------- | ------------------------------- | ------------------------------- | ------------------------------- | ------------------------------- | ------------------------------- | ------------------------------- | ------------------------------- | ------------------------------- |
| Temperatura máxima recorde (°C)        | 37,5                            | 39,0                            | 41,5                            | 42,0                            | 43,0                            | 45,0                            | 38,0                            | 44,0                            | 41,0                            | 39,0                            | 39,5                            | 37,0                            | 45,0                            |
| Temperatura máxima média (°C)          | 29,3                            | 29,8                            | 30,9                            | 31,4                            | 32,2                            | 32,0                            | 32,3                            | 32,4                            | 31,8                            | 31,2                            | 30,5                            | 29,4                            | 31,1                            |
| Temperatura média (°C)                 | 23,5                            | 24,0                            | 25,4                            | 26,2                            | 27,0                            | 27,2                            | 27,0                            | 27,1                            | 26,6                            | 25,9                            | 24,9                            | 23,8                            | 25,7                            |
| Temperatura mínima média (°C)          | 17,8                            | 18,2                            | 19,8                            | 21,1                            | 21,8                            | 22,5                            | 21,7                            | 21,7                            | 21,4                            | 20,6                            | 19,4                            | 18,2                            | 20,4                            |
| Temperatura mínima recorde (°C)        | 7,0                             | 4,3                             | 7,2                             | 7,1                             | 8,2                             | 11,2                            | 9,0                             | 10,0                            | 5,3                             | 4,4                             | 9,0                             | 7,0                             | 4,3                             |
| Chuva (mm)                             | 60,7                            | 48,3                            | 31,2                            | 38,8                            | 103,6                           | 156,5                           | 102,0                           | 101,7                           | 167,2                           | 178,1                           | 83,7                            | 65,0                            | 1 136,8                         |
| Dias com chuva (0.1 mm)                | 7,2                             | 4,7                             | 3,3                             | 3,3                             | 6,1                             | 9,7                             | 8,5                             | 9,1                             | 12,8                            | 11,4                            | 8,5                             | 7,1                             | 91,7                            |
| Fonte: Servicio Meteorológico Nacional |                                 |                                 |                                 |                                 |                                 |                                 |                                 |                                 |                                 |                                 |                                 |                                 |                                 |